# Hyposoter popofensis
Hyposoter popofensis är en stekelart som först beskrevs av William Harris Ashmead 1902.  Hyposoter popofensis ingår i släktet Hyposoter och familjen brokparasitsteklar. Inga underarter finns listade i Catalogue of Life.